# Jesús Rubio García-Mina
Jesús Rubio García-Mina (Pamplona, 15 de agosto de 1908-Madrid, 13 de julio de 1976) fue un jurista y político español, de procedencia falangista, catedrático de Derecho mercantil, letrado de las Cortes y ministro de Educación Nacional durante la dictadura franquista.

## Biografía
Nacido el 15 de agosto de 1908 en Pamplona, estudió derecho en Madrid y obtuvo premio extraordinario de doctorado. Amplió sus estudios en las universidades de Viena, Múnich y París, tras lo cual ingresó por oposición, con el número uno de su promoción, en el cuerpo de letrados de las Cortes. Fue catedrático de derecho mercantil en la Universidad de Madrid.
«Camisa vieja» de Falange, desempeñó el cargo de subsecretario de Educación Nacional entre octubre de 1939 y julio de 1951. Fue ministro de Educación Nacional del régimen de Franco entre 1956 y 1962, sustituyendo a Joaquín Ruiz-Giménez, defenestrado por su enfrentamiento con el ministro de Gobernación a cuenta de los disturbios estudiantiles de 1956. A cuenta de los mismos, Rubio García-Mina pronunció su famoso «estudiantes, a estudiar», convertido en lema habitual del régimen contra cualquier agitación estudiantil.
En 1964 fue nombrado el primer presidente del recién establecido Tribunal de Defensa de la Competencia. Dentro del régimen de Franco estuvo adscrito al sector falangista.
Fue procurador en las Cortes franquistas (1943-1951; 1956-1962), vocal y presidente del Real Patronato del Museo del Prado, consejero del Banco de España, vicepresidente del Patronato de Museos, miembro de la Real Academia de Jurisprudencia y Legislación y vicepresidente del Consejo Nacional de Educación.
Es autor de una Introducción al Derecho mercantil publicada en 1969.

## Distinciones
- Gran Cruz de la Orden Civil de Alfonso X el Sabio (1951)[9]
- Gran Cruz de San Raimundo de Peñafort (1957)[10]
- Víctor de Oro del SEU (1962)[11]